# Curtis Harrington
Gene Curtis Harrington (Los Angeles, 17 settembre 1926 – Hollywood Hills, 6 maggio 2007) è stato un regista statunitense.

## Biografia
Gene Curtis Harrington è un appassionato di cinema e teatro fin da piccolo tanto che gira il suo primo cortometraggio in 8 mm all'età di quattordici anni. Comincia la sua carriera dal basso facendo l'usciere a teatro e il fattorino alla Paramount e soltanto nel 1948 girerà i suoi primi cortometraggi, piccoli lavori che tuttavia porteranno attenzione al giovane regista fruttandogli contatti utili per la sua carriera di cineasta.
Ci vogliono ancora diversi anni, che passa lavorando alla fotografia e come assistente di produzione (tra gli altri di Kenneth Anger), prima che nel 1961 veda la luce il suo primo lungometraggio, Night Tide con un giovane Dennis Hopper qui al suo primo ruolo importante. Il film svela la passione di Harrington per il fantastico tanto che la trama narra di un giovane marinaio innamorato di una donna che si crede una sirena. Nel 1967 seguirà Assassinio al terzo piano con Simone Signoret, altro film fantastico-horror incentrato sul rapporto fra un'imbrogliona e una coppia bizzarra che la coinvolge nei loro macabri scherzi. Quattro anni dopo girerà Chi giace nella culla della zia Ruth? con Shelley Winters, film in cui rilegge la favola di Hänsel e Gretel. Dello stesso anno anche I raptus segreti di Helen ancora con la Winters dove racconta di due donne, madri di due assassini, che cercano di ricominciare in California fondando una scuola per bambini prodigio. Del 1973 il thriller Origine di una perversione con John Savage, un film dove si analizza l'orrore che si può annidare anche dietro le linde facciate delle casette medioborghesi. Il suo ultimo lavoro interessante è Ruby con Piper Laurie, un'opera curiosa sui fantasmi e i gangster. 
Lavora molto anche per la televisione e ad essa si dedica completamente dopo il 1977 girando episodi per serial molto noti fra cui Wonder Woman, Dynasty e Charlie's Angels.

## Filmografia

### Cortometraggi
- Fall of the House of Usher (1942)
- Fragment of Seeking (1946)
- Picnic (1948)
- On the Edge (1949)
- The Assignation (1952)
- St. Tropaz (1952) - non terminato
- The Wormwood Star (1956)
- The Four Elements (1966)
- Usher (2000)

### Lungometraggi
- Night Tide (1961)
- Voyage to the Prehistoric Planet (1965)
- Queen of Blood (1966)
- Assassinio al terzo piano (Games) (1967)
- I raptus segreti di Helen (What's the Matter with Helen?) (1971)
- Chi giace nella culla della zia Ruth? (Whoever Slew Auntie Roo?) (1971)
- Origine di una perversione (The Killing Kind) (1973)
- Ruby (1977)
- Un corpo da spiare (Mata Hari) (1985)

### Televisione
- Che succede al povero Allan? (How Awful About Allan) (1970)
- The Cat Creature (1973)
- Killer Bees (1974)
- La morte non esiste (The Dead Don't Die) (1975)
- Il cane infernale (Devil Dog: The Hound of Hell) (1978)

### Episodi di serie TV
- La leggenda di Jesse James (1966) - 2 episodi
- Baretta (1975–76) - 2 episodi
- Ai limiti dell'incredibile (1977) - 1 episodio
- La fuga di Logan (1978) - 1 episodio
- Lucan (serie televisiva) (1978) - 1 episodio
- Sword of Justice (1978) - 1 episodio
- Vega$ (1978) - 1 episodio
- Charlie's Angels (1978–79) - 2 episodi
- Wonder Woman (1979) - 1 episodio
- La camera oscura (1981) - 2 episodi
- Hotel (1983–84) - 2 episodi
- Dynasty (1983–85) - 6 episodi
- Glitter (serie televisiva) (1984) - 1 episodio
- I Colby (1985–87) - 5 episodi
- Ai confini della realtà (serie televisiva 1985) (1987) - 1 episodio